# Marie Reiche
Marie Reiche, nemška matematičarka, arheologinja in tehnična prevajalka, * 15. maj 1903, Dresden, Nemčija, † 8. junij 1998, Lima, Peru.
Marie Reiche je bila poznana predvsem po svojih raziskavah Nazca črt v Peruju, ki so se začele leta 1940. Pomagala je izobraziti ljudi in pridobila državno priznanje za ohranjanje tega okolja. Leta 1995 so bile Nazca črte vpisane na Unescov seznam svetovne dediščine.

## Zgodnje življenje in izobraževanje
Rodila se je v Dresdnu. Na Tehniški univerzi v Dresdnu je študirala matematiko, astronomijo, geografijo in tuje jezike.
Leta 1932 je začela delati kot varuška in učiteljica otrok nemškega konzula v Cuzcu v Peruju. Leta 1934 je izgubila enega od svojih prstov zaradi gangrene.
Istega leta je postala učiteljica v Limi in v Nacionalnem muzeju prevajala znanstvene članke, saj je govorila pet jezikov ter delala kot restavratorka tkanin ostalih na mumijah.  
Ko je izbruhnila druga svetovna vojna, so jo kot nemško državljanko v Peruju priprli.

## Kariera arheologinje
Leta 1940 je postala asistentka pri američanu Paulu Kosoku, zgodovinarju na Long Island University v Brooklynu, New York, ZDA. V letih 1939-1941 in 1948-1949 je kot prva zahodnjakinja evropskega porekla resno raziskovala Nazca črte. Najprej je s terenskim delom preučevala stare namakalne sisteme.
V juniju 1941 je opazila, da se nekatere črte združujejo v času zimskega solsticija na južni polobli, nakar so začeli podrobneje proučevati črte v povezavi z astronomskimi dogodki. Kasneje je Reichejeva našla črte, ki so se združile v času poletnega solsticija. Okoli 1946 je Reichejeva začela proučevati še druge črte in ugotovila 18 različnih vrst živali in ptic. Leta 1948 je zapustila Kosoka in samostojno nadaljevala delo. Njen pristop je bil matematičen in analitičen. Zagovarjala je teorijo, da so graditelji črte uporabili kot koledar in kot opazovalnico astronomskih pojavov.
Pri delu so ji pomagali s perujskimi vojaškimi letali in aerofoto snemanjem. Reichejeva je objavila svojo teorijo v knjigi Skrivnost puščave (The Mystery on the Desert), ki je bila objavljena v nemščini, angleščini in španščini (1949, ponatis 1968) in je imela mešan odziv pri strokovnjakih. Sčasoma so se strokovnjaki le opredelili, da linije niso bile namenjene le v astronomske namene, ampak da so jih uporabljali tudi kot del čaščenja in pri verskih obredih povezanih s klicanjem vode. 
Dobiček od knjige je uporabila za kampanjo za ohranitev puščave Nazca in najemala varnostnike za zaščito ozemlja ter se borila z vlado, ko je gradila Panameriško cesto preko arheološkega območja. Reichejeva je porabila veliko denarja za lobiranje in izobraževanje uradnikov in javnosti o črtah. Podprla je tudi gradnjo stolpa v bližini ceste, s katerega obiskovalci lahko opazujejo črte.
Leta 1994 je bilo v Dresdnu ustanovljeno društvo »Dr. Maria Reiche – Linien und Figuren der Nazca Kultur in Peru«, nato pa se je na Univerzi za uporabne znanosti v Dresdnu začel projekt, naslovljen »Nazca«, posvečen delu Marie Reiche z namenom, da bi se ohranila njena zapuščina.
V zadnjih letih se ji je zdravje poslabšalo. Uporabljala je invalidski voziček, trpela zaradi kožnih bolezni in izgubila vid. V svojih zadnjih letih je trpela za Parkinsonovo boleznijo. Maria Reiche je umrla zaradi raka na jajčnikih 8. junija 1998 v bolnišnici za vojno letalstvo v Limi. Pokopana je bila v bližini Nazce z uradnimi častmi.

## Priznanja in časti
- Leta 1995 je UNESCO vpisal Nazca črte na Unescov seznam svetovne dediščine.
- Perujska vlada ji je dodelila naziv častne državljanke Peruja in Velike dame Nazce.
- Poleg častnega pokopa, je bil nekdanji dom Marie Reiche urejen kot muzej.
- Maria Reiche center v Nazci nudi vpogled v življenje in delo. Center je sponzor predavanj o Nazca črtah, tam je razstavljen pomanjšan model, aktualne raziskave in različne teorije o njihovem izvoru in izgradnji.
- Letališče v Nazci se imenuje po njej.